# Hans Müller (Politiker, 1898)

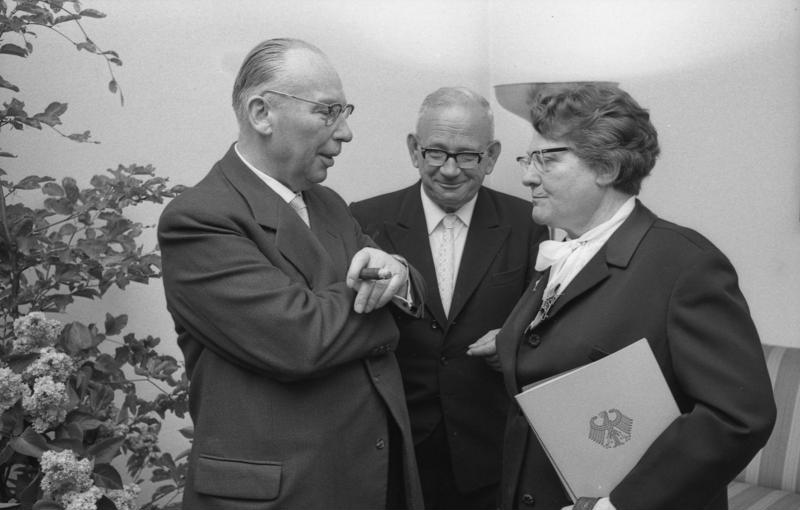
Hans Müller (Mitte) erhält das Große Bundesverdienstkreuz (1965)

Hans Müller (* 17. Oktober 1898 in Erbendorf; † 11. März 1974 ebenda) war ein deutscher Politiker (SPD) und von 1953 bis 1965 für drei Legislaturperioden Abgeordneter im Deutschen Bundestag.

## Leben
Nach dem Besuch der Volksschule absolvierte Müller zunächst eine Schreinerlehre und war anschließend, unterbrochen von zwei Jahren Kriegsdienst im Ersten Weltkrieg, in diesem Beruf tätig. Von 1929 bis 1933 schlug er sich als Hilfsarbeiter durch und machte sich 1933 als Kohlenhändler selbständig.
Müller war seit 1919 Mitglied der SPD. Von 1925 bis 1933 war er Vorsitzender der SPD in Erbendorf. Von 1924 bis 1928 war er Stadtrat in Erbendorf. Im Laufe des Jahres 1933 wurde er von den Nationalsozialisten aus politischen Gründen kurzzeitig inhaftiert. Im Zweiten Weltkrieg war er erneut Soldat.
Nach dem Kriegsende baute er seine Kohlenhandlung wieder auf. 1945 wurde er Vorsitzender des SPD-Kreisverbandes im Landkreis Neustadt an der Waldnaab, 1946 erneut in den Stadtrat gewählt. Seit 1948 gehörte er auch dem Kreistag im Landkreis Neustadt an der Waldnaab an. Er gehörte dem Deutschen Bundestag von 1953 bis 1965 an und wurde stets über die Landesliste Bayern gewählt.
Müller war römisch-katholischen Glaubens.

## Ehrungen
- Bayerischer Verdienstorden (1963)
- Großes Bundesverdienstkreuz (23. Mai 1965)[1]
- Ehrenbürger der Stadt Erbendorf (1973)
- Hans-Müller-Siedlung in Erbendorf